# Reefer Madness: The Movie Musical
Reefer Madness: The Movie Musical è un film per la televisione del 2005 diretto da Andy Fickman.
Remake dell'omonimo film exploitation di propaganda Reefer Madness del 1936.

## Trama
La vita perfetta del giovane Jimmy Harper si trasforma in una di depravazione e omicidi grazie ad una nuova droga: la marijuana. Durante il suo percorso viene aiutato dalla sua fidanzata Mary e da Gesù stesso.

## Messe in onda internazionali
- Uscita negli Stati Uniti: 16 aprile 2005
- Uscita in Francia: 7 settembre 2005
- Uscita in Spagna: 1º ottobre 2006